# Beriev Be-12
Le Beriev Be-12 « Tchaïka » (Чайка - mouette en russe) est un hydravion bimoteur dont le premier vol a lieu en 1960. D'abord conçu à des fins militaires, la plupart des exemplaires produits furent utilisés comme avions de reconnaissance maritime et côtière, pour la lutte anti-sous-marine ainsi que pour des missions de sauvetage ou de recherche géophysique. C'est le remplaçant du Beriev Be-6. Entre 6 et 12 exemplaires sont toujours en service actif dans l'aviation navale russe en 2018, la majorité d'entre eux sont des hydravions ex-ukrainiens capturés à la suite de l'annexion de la Crimée.